# Saint-Christol-lès-Alès
Saint-Christol-lès-Alès település Franciaországban, Gard megyében. Lakosainak száma 7199 fő (2022. január 1.). Saint-Christol-lès-Alès Alès, Bagard, Ribaute-les-Tavernes, Saint-Hilaire-de-Brethmas, Saint-Jean-du-Pin és Vézénobres községekkel határos.

## Népesség
A település népessége az elmúlt években az alábbi módon változott:
| Lakosok száma | 2595 | 3970 | 4973 | 6390 | 6863 | 6978 | 7030 | 7055 | 7106 | 7199 |
|               | 1968 | 1982 | 1990 | 2006 | 2013 | 2015 | 2017 | 2019 | 2020 | 2022 |